# Pentoniscus pruinosus
Pentoniscus pruinosus is een pissebed uit de familie Philosciidae. De wetenschappelijke naam van de soort is voor het eerst geldig gepubliceerd in 1913 door Richardson.